# Víctor Manuel Albornoz
Víctor Manuel Albornoz Cabanilla (Lima, 23 de marzo de 1896 – Cuenca, 26 de octubre de 1975) fue un escritor, poeta, biógrafo e historiador ecuatoriano.

## Biografía
Albornoz nació en Lima, Perú el 23 de marzo de 1896. Su padre era de Ambato, Ecuador, y su madre era de Lima, Perú. A temprana edad  se mudó permanentemente a Cuenca, Ecuador. Donde  completó toda su educación primaria y secundaria.
Ayudó a iniciar el periodismo en Cuenca y fundó el diario La Crónica.
El 16 de agosto de 1966 , fue reconocido como ciudadano ecuatoriano según el Acto No. 122 del Ministerio de Relaciones Exteriores, porque su padre era ecuatoriano.
En 1947, fue uno  de los miembros de fundadores de la Casa de Cultura Ecuatoriana. También fue miembro de la Academia Ecuatoriana de Lengua.
Murió el 26 de octubre de1975, de una hemorragia cerebral.

## Vida personal
Estuvo casado con Leticia Peralta Rosales, con quien tuvo 4 hijos.

## Trabajos
Poesía
- “Ojos en Éxtasis”
- “Jardín Pecado Sol”
- “La Llaga de Trabajo”

Biografía
- “Refriega Vicente Solano” (1942)
- “Rafael María Arízaga” (1949)
- “Antonio Vega Muñoz” (1957)
- “Semblanza de Octavio Cordero Palacios” (1958)
- “Alberto Muñoz Vernaza” (1969)

- “Monografía Histórica del Cantón Girón” (1935)
- “Fundación de la Ciudad de Cuenca de América” (1941)
- “La Independencia de Cuenca” (1943)
- “La Antigua Tomebamba y Cuenca que Nace” (1946)
- “Cuenca un Través de Cuatro Siglos” (1959@–60)
- “Acotaciones Un las Relaciones Geográficas de Indias Concernientes un la Gobernación de Cuenca” (1951).